# Lisato di amebociti di Limulus

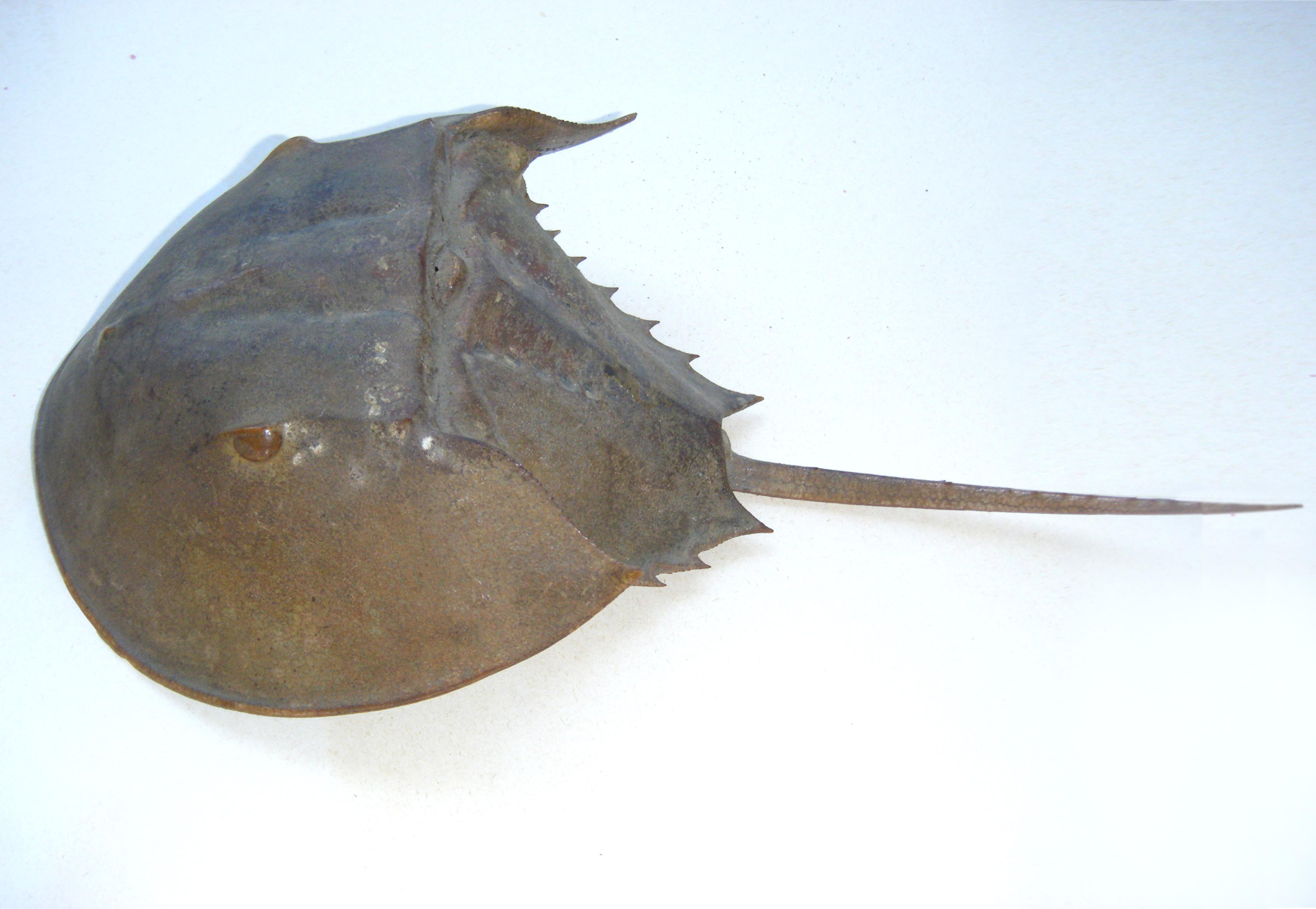
Limulus polyphemus

Il lisato di amebociti di Limulus (LAL) è un estratto acquoso proveniente dagli amebociti del Limulus polyphemus. Il LAL ha la caratteristica di reagire con le endotossine presenti nelle membrane dei batteri Gram-negativi (lipopolisaccaridi), coagulandosi. Questa sua proprietà viene sfruttata per svolgere il LAL test.

## LAL test
Il LAL test viene comunemente utilizzato nella ricerca medica e farmaceutica per analizzare l'eventuale presenza di contaminazioni di batteri Gram negativi nei farmaci, e nell'analisi delle acque e delle materie prime industriali.
Il metodo più utilizzato è il gel-clot, che viene eseguito introducendo in una provetta da saggio 0,1 ml di campione in esame e 0,1 ml di LAL. La soluzione viene agitata vigorosamente per circa 30 secondi e poi incubata a 37 °C per un'ora, stando attenti a non muovere la provetta. Al termine del tempo, si capovolge la provetta: se la soluzione non si stacca dal fondo, significa che sono presenti endotossine e il LAL si è coagulato.
Esistono anche altri due metodi, quello turbidimetrico e quello cromogenico, tuttavia viene prediletto il gel-clot perché più semplice e veloce.